# Modèle hiérarchique à trois strates de John Carroll
Le modèle hiérarchique à trois strates a été proposé par le psychologue américain John Bissell Carroll en 1993 pour rendre compte des différences individuelles observées aux tests d'intelligence,. En 1993, Carroll a publié une analyse factorielle de très grande ampleur, sur la base de toutes les données brutes aux tests d'intelligence analysées dans des analyses factorielles avant lui, soit 461 études et un total de 131 571 données individuelles recueillies sur l'ensemble des 70 ans d'existence des tests d'intelligence. Ses analyses ont enrichi la théorie hiérarchique de l'intelligence issue de l'approche psychométrique.
Le modèle propose trois niveaux de facteurs, où chaque niveau (ou strate) rend compte des variations obtenues aux strates précédentes. Ainsi se dégagent des facteurs étroits (première strate) qui rendent compte de compétences cognitives très spécifiques ; puis huit facteurs larges qui rendent compte de compétences cognitives plus générales (comme l'intelligence fluide, l'intelligence cristallisée, la mémoire et capacité d'apprentissage, la perception visuelle, la perception auditive, la récupération en mémoire, la vitesse cognitive et la vitesse de traitement). Un facteur général (g) situé à la troisième strate représente la variation commune à tous les tests d'intelligence, le facteur g décrit par Charles Spearman.
Cette théorie s'inscrit dans le domaine d'étude de l'intelligence inspiré de l'approche psychométrique. La théorie est un enrichissement des théories précédentes de Spearman, Louis Leon Thurston, Raymond B. Cattell et John L. Horn, et a elle-même été enrichie et complétée par la suite, et intégrée dans la théorie qui porte son nom, le modèle hiérarchique d'intelligence de Cattel-Horn-Carroll (CHC).

## Développement de la théorie

### Précurseurs
Les méthodes d'analyse des tests d'intelligence se sont affinées au fil des décennies. À mesure que de nouveaux résultats ont émergé, les théories se sont enrichies. La théorie de John Carroll correspond à une nouvelle étape et un enrichissement des théories précédentes. Le psychologue anglais Charles Spearman (1904, 1927) a inventé la méthode de l'analyse factorielle qui lui a permis de découvrir un facteur de variation général (le facteur g) et des facteurs spécifiques. Ce modèle a été remis en question et enrichi par le psychologue américain Louis Thurstone qui, par la méthode d'analyse factorielle, a mis en évidence des aptitudes indépendantes (« aptitudes primaires »). Les deux auteurs se sont opposés sur un plan théorique, puis il a été mis en évidence que leurs méthodes différaient, ce qui pouvait expliquer leurs divergences, et que les deux méthodes pouvaient être intégrées dans un modèle factoriel hiérarchique plus général.
Ce modèle hiérarchique a été mis au point par Raymond B. Cattell. En corrélant entre eux les facteurs primaire, Cattell a mis en évidence des facteurs secondaires, qui rendaient compte de la variance commune aux facteurs primaires. Cattell a mis en évidence deux facteurs secondaires : l'intelligence fluide (Gf) et l'intelligence cristallisée (Gc). Ce modèle a été enrichi par John L. Horn qui lui a ajouté d'autres facteurs primaires et secondaires,.

### Mis en évidence du modèle

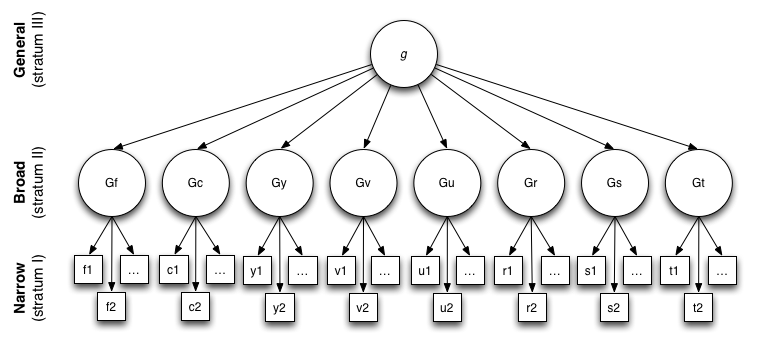
Modèles en trois strates de Carroll : intelligence fluide (Gf), intelligence cristallisée (Gc), mémoire et apprentissage généraux (Gy), perception visuelle générale ou large (Gv), perception auditive large (Gu), capacité de récupération large (Gr), vitesse cognitive large (Gs) et vitesse de traitement (Gt).

John B. Carroll a réanalysé toutes les données brutes des analyses factorielles publiées jusqu'alors (461 études). Ce travail représentait l'analyse de 461 études factorielles, dont il a repris chaque donnée individuelle, soit un total de 131 571 données individuelles recueillies sur l'ensemble des 70 ans d'existence des tests d'intelligence. Les résultats de son analyse sont détaillés dans son livre Human Cognitive Abilities, a Survey of Factor Analytic Studies. Ses analyses factorielles hiérarchiques valident le modèle hiérarchique à trois étages que Cattel et Horn avaient mis en évidence avant lui. Il enrichit et complète ce modèle.
Le modèle de Carroll comporte trois étages ou strates. Une quarantaine de facteurs étroits sont mis en évidence au premier niveau : il s'agit de corrélations observées entre certains des sous-tests des batteries d'intelligence. Les analyses de corrélation de ces facteurs étroits mettent en évidence huit facteurs larges, représentés graphiquement comme une seconde strate. L'analyse des corrélations de ces facteurs larges (analyse factorielle de second ordre) met en évidence le facteur général d'intelligence (g) qui constitue la troisième strate du modèle,.

### Influence sur les théories suivantes
En 2005, Kevin McGrew a intégré le modèle de Horn-Cattell au modèle de Carroll pour créer un modèle général, dit théorie des habiletés cognitives de Cattell-Horn-Carroll (modèle CHC). Ce modèle a eu une influence considérable sur le développement des mesures psychométriques de l'intelligence et sur les mises à jour des tests de Wechsler (WAIS et WISC) et le test du K-ABC.

## Propriétés statistiques et interprétation du modèle
Le modèle de Carroll suggère que l'intelligence peut être décrite par une hiérarchie en trois strates (ou niveaux).

### Strates et facteurs
La strate I (niveau spécifique) représente les nombreux facteurs spécifiques qui sont issus de corrélations avec des tests spécifiques, qui couvrent un champ étroit. Leurs corrélations mènent aux facteurs généraux de la strate II.
La strate II consiste en huit habiletés cognitives générales (broad abilities), :
- L'intelligence fluide (Gf) : c'est le facteur qui émerge des tests de raisonnement.
- L'intelligence cristallisée (Gc) : ce facteur est issu des tests faisant appel aux connaissances du langage, de l'information, des connaissances liées à une culture.
- La mémoire et l'apprentissage (Gy) : ce facteur émerge des tests d'efficience de la mémoire à court-terme.
- La représentation visuo-spatiale (Gv) : ce facteur émerge des tests de manipulation (générer, se souvenir, transformer) des images visuelles.
- La représentation auditive (Ga) : il est issu des tests qui font appel aux capacités d'analyser les éléments sonores comme les groupes de sons et les patterns sonores.
- La capacité de récupération en mémoire à long terme (Gr) : ce facteur est très fortement représenté dans les tests de fluidité verbale et de créativité ; il traduit la capacité à mémoriser à long terme et à retrouver l'information en mémoire.
- La vitesse ou rapidité cognitive (Gs) : c'est la capacité à effectuer de manière rapide et automatique des tâches faciles ou apprises par de nombreuses répétitions.
- La vitesse de traitement (Gt) : c'est le facteur qui illustre la capacité à réagir rapidement à un stimulus, mesuré dans les tâches de temps de réaction ou temps d'inspection.

La Strate III est celle de l'intelligence générale, ou facteur g. Elle rend compte des habiletés cognitives générales qui sont évaluées à la strate II. C'est la partie commune aux différents tests d'intelligence,.

## Limites et critiques
La définition de l'intelligence est un débat ancien qui continue de faire l'objet de discussions et d'études. Plusieurs approches non psychométriques ont été proposées, qui critiquent les théories en trois strates ainsi que la théorie CHC (cf. article général Intelligence humaine). 